# دلین
دلین (به انگلیسی: Deline) یک منطقهٔ مسکونی در کانادا است که در قلمروهای شمال غرب واقع شده‌است. دلین ۴۷۲ نفر جمعیت دارد و ۲۱۴ متر بالاتر از سطح دریا واقع شده‌است.